# Мухоловка
Мухоловка, синоним мушичар је предмет за убијање кућних мува и других ситних инсеката.

## Историја
Иако се претпоставља да су још антички народи користили неке облике мухоловки од коњског репа и сличних природних предмета, узима се да је прву модерну мухоловку направио Роберт Монтгомери 1900. године. Свој патент је продао Џону Бенету, богатом индустријалисти који га је унаприједио и почео масовно производити.
Већа потражња за мухоловкама је почела већ 1905. након велике најезде мува и других инсеката у Канзасу.

## Обичне мухоловке
Обичне мухоловке се обично састоје од главе, у виду правоугаоног или округлог танког листа метала, гуме или пластике пречника око 10 центиметара и лагане пластичне или жичане дршке дужине 30-60 центиметара.
Мухоловка треба да буде лагана са савитљивом главом да би се лакше и брже реаговало при ударању инсекта. Муве се обично убијају ударањем док су на тврдој површини или док су у лету.

## Електричне мухоловке
Електрична мухоловка је ручни уређај који користи високи напон за убијање инсеката. Изумио га је Tsao-i Shih са Тајвана 1996, а већу популарност је стекао 2005. Уређај подсјећа на рекет за тенис или бадминтон и у дршци има пуњиве батерије које стварају високи напон. Струјно коло је слично онима који се користе у електрошокерима и омамљивачима, али се ствара много мањи напон. Састоји се од електричног осцилатора, трансформатора за појачавање и појачивача напона.
Мрежа на мухоловци је напуњена до напона који варира од 1000-2500 волти и активира се притиском на дугме. Када тијело муве, које проводи струју, дође у простор између електрода кроз њега прође варница која обично убија муву. Ако је потребно дугме се може опет притиснути и процес ће се поновити.
Мухоловка обично има и трећи слој између слојева електрода који спречава повреде људи, али постоје и други системи заштите:
- електрично пуњење кондензатора је ограничено. Све мање од 45 µC се сматра безбједним, чак иако струја тече од једне према другој руци дијелом преко срца.[5] Ово значи да би кондензатор од 1000 V требало да има капацитет мањи од 45 nF. Због овог ограничења почетни удар обично није смртоносан за инсекте, али их трајно онеспособи.
- лимитирана је и струја након почетног пражњења. Максимална струја код већине мухоловки је мања од 5 mA. Ова струја је безбједна, чак и када тече из руке у другу руку.[6]

Предност електричне над обичним мухоловкама је у томе што није потребан механички удар на инсекта да би га убили чиме се избјегава остављање мрља од смрсканих тијела инсеката. Такође је смањен проток ваздуха при приношењу мухоловке чиме нема растјеривања ситнијих инсеката као код обичне мухоловке.